# 川崎道民
川崎 道民（かわさき どうみん、天保2年（1831年）- 明治14年（1881年））は、幕末の佐賀藩医。
長崎海軍伝習所に参加し、1860年の万延元年遣米使節、1862年の文久遣欧使節に医師として随行。
二度の海外経験で、報道・新聞・写真等の技術を学んだ。帰国後、藩主鍋島直大を撮影。明治5年（1872年）には佐賀で最初の新聞『佐賀県新聞』を創刊。佐賀の「写真技術の元祖」の一人としても知られている。